# 鱗腹岩遊䲁
鱗腹岩遊䲁（學名：Enneanectes jordani），為輻鰭魚綱䲁形目三鰭䲁科岩遊䲁屬的一個種，種名是為了紀念美國魚類學家大衛·斯塔爾·喬丹（1851-1931），分布於中西大西洋美國佛羅里達州東南部、巴哈馬、墨西哥猶加敦半島至委內瑞拉海域，深度0至11公尺，本魚頭部中等大小，吻部短，身體強健，眼睛前部和鼻孔周圍有刺，眼上方有觸鬚，頸背無觸鬚，上顎兩側沒有牙齒，眼後的臉頰有2-3個粗糙的鱗片，胸基部和腹部有鱗，頭部和身體褐色，後半部身體為橙色或紅色，眼睛下方有明顯的黑條紋，身體沿側線前部有數個黑斑，背鰭3個，背鰭硬棘10枚、背鰭軟條7枚、臀鰭硬棘2枚、臀鰭軟條15枚，體長可達4公分，成魚棲息在水質清澈的珊瑚礁或岩礁區，雌魚產附著性卵在藻類築的巢，雄魚會守護卵，幼魚為浮游性，生活習性不明，可做為觀賞魚。